# 大阪市立榎本小学校
大阪市立榎本小学校（おおさかしりつ えのもとしょうがっこう）は、大阪府大阪市鶴見区にある公立小学校。
旧東成郡榎本村の学校として、1909年に開設された。その後地域の児童数の増加により、鶴見・今津の2小学校を分離している。

## 沿革
- 1909年1月9日 - 東成郡榎本尋常小学校として創設。
- 1910年4月 - 高等科を併設。東成郡榎本尋常高等小学校に改称。
- 1925年4月1日 - 榎本村の大阪市への編入に伴い、大阪市榎本尋常高等小学校に改称。
- 1934年4月 - 高等科を廃止。大阪市榎本尋常小学校に改称。
- 1941年4月1日 - 国民学校令により、大阪市榎本国民学校に改称。
- 1944年9月 - 福井県鯖江市へ集団疎開。
- 1947年4月1日 - 学制改革により、大阪市立榎本小学校に改称。
- 1955年5月 - 鶴見分校を設置。
- 1956年4月 - 鶴見分校が大阪市立鶴見小学校として独立開校。
- 1961年12月 - 校歌制定。
- 1966年4月1日 - 今津分校を設置。
- 1968年4月1日 - 今津分校が大阪市立今津小学校として独立開校。

## 通学区域
- 大阪市鶴見区 放出東1丁目-3丁目、今津北1丁目、今津北2丁目（一部）、今津中1丁目、今津中2丁目（一部）、今津南1丁目、今津南2丁目（一部）、今津南3丁目-4丁目。

卒業生は大阪市立今津中学校に進学する。

## 交通
- 片町線（学研都市線） 放出駅 北東へ約1.2km。

## 著名な出身者
- 野村和輝（プロ野球選手）